# Hüseyin Türkmen
Hüseyin Türkmen (* 1. ledna 1998) je turecký profesionální fotbalista, který hraje na pozici středního obránce za klub Trabzonspor.

## Klubová kariéra
Dne 30. listopadu 2017 podepsal Hüseyin svou první profesionální smlouvu se svým mateřským klubem Trabzonspor. Hüseyin si odbyl svůj profesionální debut za Trabzonspor při vítězství 3:1 nad Bursasporem 12. května 2018.

## Úspěchy
Trabzonspor
- Süper Lig: 2021/22
- Turecký pohár: 2019/20
- Turecký Superpohár: 2020, 2022